# Девід Кеннедайн
Де́йвід Ке́ннедайн (англ. David Cannadine; *1950) — сучасний британський історик. 
Народився в Бірмінгемі 1950 року. Освіту здобув в Оксфорді, Кембриджі та Принстоні. У 1975—1988 роках був членом Крайст-коледжу Оксфордського університету й викладав у Колумбійському університеті. Нині директор Інституту історичних досліджень Лондонського університету, працює літературним оглядачем у пресі, веде передачі на радіо й телебаченні.
Автором багатьох праць, серед яких «Пани і землевласники: аристократія і міста, 1774—1967» (1980), «Занепад і кінець британської аристократії» (1990) та інші. Один із авторів збірки «Винайдення традиції» (1983) та однойменної історичної концепції.